# Tony Hawk's Underground
Tony Hawk's Underground è un videogioco sportivo di skateboard sviluppato da Neversoft e pubblicato da Activision.
Il gioco è particolarmente diffuso negli Stati Uniti, ma ha riscosso successo anche in Europa.
Tony Hawk's Underground è un videogioco di skateboard del 2003 ed è il quinto capitolo della serie Tony Hawk, successivo a Tony Hawk's Pro Skater 4. È stato sviluppato da Neversoft e pubblicato da Activision nel 2003 per GameCube, PlayStation 2, Xbox e Game Boy Advance. Nel 2004, è stato pubblicato per Microsoft Windows in Australia e Nuova Zelanda come titolo a prezzo ridotto.
Underground si basa sulla formula di skateboard dei precedenti giochi di Tony Hawk: il giocatore esplora i livelli e completa obiettivi eseguendo trick. 
Il gioco introduce un nuovo focus sulla personalizzazione; il giocatore, invece di selezionare uno skater professionista, crea un personaggio personalizzato. 
Underground aggiunge anche la possibilità scendere dallo skateboard e esplorare a piedi.
Al momento del lancio, il gioco ha avuto un grande successo critico e commerciale, con i recensori che hanno elogiato la sua ampia attrattiva, la colonna sonora, la personalizzazione, il multiplayer e la storia. 
La grafica e i controlli per guidare veicoli e camminare a piedi sono stati invece accolti meno positivamente. Al dicembre 2007, la versione per PlayStation 2 di Underground aveva venduto 2,11 milioni di copie negli Stati Uniti. Un seguito, Tony Hawk's Underground 2, è stato pubblicato nel 2004.

## Trama e Caratteristiche
Appena avviato, il gioco presenta il proprio personaggio (modificabile in qualsiasi caratteristica), un aspirante skater che vuole incontrare e gareggiare con i più grandi skater del mondo. Il gioco si compone di vari livelli sotto forma di città. Le prime missioni sono da svolgere nel New Jersey, e solo dopo averle completate si potrà accedere al livello successivo. Nel gioco stesso vi sono molti skater famosi, da Tony Hawk (che ha dato il nome alla saga) a Bam Margera e Chad Muska. Tony Hawk's Underground ha avuto un seguito, Tony Hawk's Underground 2, nel quale gli skater più famosi della Terra si sfidano nel World Destruction Tour, ovvero tour di distruzione del mondo, in varie città internazionali.

## Colonna sonora
Nel gioco è presente una playlist che vanta, tra l'altro, tre tracce dei Kiss, White Riot dei The Clash e Embody the Invisible degli In Flames.
- Melbeatz ft. Kool Savas – "Grind On"
- Alkaline Trio - "Armageddon"
- Angry Amputees - "She Said"
- Assorted Jelly Beans - "Rebel Yell"
- Authority Zero - "Everyday"
- Bad Religion - "Big Bang"
- Blue Collar Special - "Don't Wait"
- Bracket - "2rak005"
- Dropkick Murphys - "Time To Go"
- Flamethrower - "I Want It All"
- G.B.H. - "Crush 'Em"
- Hot Water Music - "Remedy"
- Midnight Evils - "Loaded And Lonely"
- Mike V & The Rats - "The Days"
- NOFX - "The Separation Of Church And Skate"
- Paint It Black - "Womb Envy"
- Refused - "New Noise"
- Rise Against - "Like the Angel"
- Rubber City Rebels - "(I Wanna) Pierce My Brain"
- Social Distortion - "Mommy's Little Monster"
- Stiff Little Fingers - "Suspect Device"
- Strike Anywhere - "Refusal"
- Sublime - "Seed"
- The Adicts - "Viva La Revolution"
- The Browns - "American Werewolf In Calgary"
- The Clash - "White Riot"
- Transplants - "California Babylon"
- Aceyalone - "Rapps on Deck"
- Anacron - "A Prototype"
- Busdriver - "Imaginary Places"
- Cannibal Ox - "Iron Galaxy"
- Dan The Automator feat. Kool Keith - "A Better Tomorrow"
- Deltron 3030 - "Positive Contact"
- DJ Qbert feat. Mix Master Mike & Vinroc - "Cosmic Assassins"
- Frog One - "Blah Blah"
- J-Live - "Braggin' Writes (Revisited)"
- Juggaknots - "The Circle (Pt. I)"
- Jurassic 5 feat. Percee P & Big Daddy Kane - "A Day At The Races"
- L.A. Symphony - "King Kong"
- Living Legends - "War Games"
- Mr. Complex - "Underground Up"
- Mr. Dibbs - "Skin Therapy"
- Mr. Lif - "Phantom"
- Murs - "Transitionz Az A Ridah"
- Nas - "The World Is Yours"
- People Under The Stairs - "The Next Step II"
- Quasimoto - "Low Class Conspiracy"
- R.A. The Rugged Man - "King Of The Underground"
- Supernatural - "Internationally Known"
- The Herbaliser feat. MF DOOM - "It Ain't Nuttin"
- Wildchild - "Secondary Protocol"
- Camarosmith - "It's Alright"
- Clutch - "Impetus"
- Crash And Burn - "Crazy And Stupid"
- Electric Frankenstein - "Annie's Grave"
- Entombed - "To Ride, Shoot Straight And Speak The Truth"
- Five Horse Johnson - "Mississippi King"
- Fu Manchu - "California Crossing"
- High On Fire - "Hung, Drawn And Quartered"
- In Flames - "Embody The Invisible"
- Jane's Addiction - "Suffer Some"
- KISS - "God Of Thunder (Live)"
- KISS - "Lick It Up (Live)"
- KISS - "Rock And Roll All Nite (Live)"
- Lamont - "Hotwire"
- Mastodon - "Crusher Destroyer"
- Nine Pound Hammer - "Run Fat Boy Run"
- Orange Goblin - "Your World Will Hate This"
- Queens of the Stone Age - "You Think I Ain't Worth A Dollar, But I Feel Like A Millionaire"
- S.O.D. - "Milk"
- Smoke Blow - "Circle Of Fear"
- Solace - "Indolence"
- Superjoint Ritual - "It Takes No Guts"
- The Explosion - "No Revolution"
- The Hellacopters - "(Gotta Get Some Action) Now!"
- The Hookers - "The Legend Of Black Thunder"
- Unida - "Black Woman"